# Cleonymus malaicus
Cleonymus malaicus är en stekelart som beskrevs av T.C. Narendran och Mini 1997. Cleonymus malaicus ingår i släktet Cleonymus och familjen puppglanssteklar. Inga underarter finns listade i Catalogue of Life.